# United Nations Mission in Sierra Leone
Die United Nations Mission in Sierra Leone, kurz UNAMSIL (deutsch: Mission der Vereinten Nationen in Sierra Leone) wurde am 22. Oktober 1999 vom Sicherheitsrat der Vereinten Nationen ins Leben gerufen. Diese Friedensmission, die der Beobachtermission UNOMSIL (United Nations Observer Mission in Sierra Leone) folgte, sollte die Vereinbarungen des Lomé-Friedensabkommens hinsichtlich Entwaffnung, Demobilisierung und Reintegration von Kämpfern der Bürgerkriegsparteien gewährleisten. Ihr Ziel war es, den seit 1991 tobenden Bürgerkrieg in Sierra Leone zu beenden, der mit äußerster Brutalität geführt worden war. Die endgültige Aufgabe der Bürgerkriegsparteien erzwang allerdings ein britischer Militäreinsatz (Operation Palliser).
Obwohl die bis Dezember 2005 dauernde UNAMSIL als eine der beispielhaften Friedensmissionen der Vereinten Nationen gilt, stand sie zunächst fast vor dem Scheitern, als im Mai 2000 einige Hundert ihrer Soldaten von der Revolutionary United Front (RUF) entführt wurden, die zudem auch den Waffenstillstand kündigte. Nach einer erneuten Verhandlungsrunde unter Beteiligung von Charles Taylor wurden die Geiseln freigelassen; in der Folge konnte UNAMSIL dann 75.000 Kämpfer entwaffnen, die Unterstützer der RUF zur Aufgabe zwingen und den illegalen Handel mit Diamanten stoppen, durch den die Waffenkäufe finanziert worden waren („Blutdiamanten“).
Gleichzeitig wurde eine Reihe von zivilen Maßnahmen umgesetzt, wie die Einsetzung des Sondergerichtshof für Sierra Leone zur Aburteilung von Kriegsverbrechern und einer „Wahrheitskommission“ (Sierra Leone Truth and Reconciliation Commission nach Vorbild der südafrikanischen Wahrheitskommission) um Täter und Opfer zu versöhnen. Bürger von Sierra Leone wurden in Menschenrechten unterrichtet. Gemeinsam mit anderen UN-Organisationen wurde die Wirtschaft des Landes reorganisiert mit dem Ziel, schnell Jobs und Einkommen für die entwaffneten und nun perspektivlosen jungen Kämpfer zu schaffen. Es wurden Schulen gebaut und auch Krankenhäuser.
UNAMSIL hatte eine autorisierte Stärke von 13.000 Soldaten (UN Sicherheitsratsresolution 1289), die im Januar 2001 auf 17.500 erhöht wurde (UN Sicherheitsratsresolution 1346). Nach der Befriedung des Landes nahm das United Nations Integrated Office for Sierra Leone (UNIOSIL; deutsch: Integriertes Büro für Sierra Leone der Vereinten Nationen) die Arbeit auf.
Auch Deutschland unterstützte die Mission. Ein Team des Technischen Hilfswerks (THW) war für die Wartung und Instandsetzung der Generatoren der UN-Friedenstruppe zuständig und gewährleistete damit die Stromversorgung der Friedensmission. Das THW beendete seinen Einsatz im Dezember 2006.
Im Jahr 2014 wurde die ganze Abfolge der UN-Programme von Ban Ki-Moon rückblickend als Erfolg bezeichnet.